# Ici C'est Paris
Ici C'est Paris född 29 april 2018, är en fransk varmblodig travhäst som tränas av Philippe Allaire och rids av David Thomain.
Han började tävla i september 2020 och inledde med en seger. Han har hittills sprungit in 607 360 euro på 28 starter, varav 11 segrar, 4 andraplatser samt 3 tredjeplatser. Den största segern har kommit i Saint–Léger des Trotteurs (2021).
Han har även segrat i Prix Édouard Marcillac (2021), Prix Félicien-Gauvreau (2021), Prix Piérre Gamare (2021), Prix de Basly (2021), Prix Louis Tillaye (2021), Prix Raoul Ballière (2021) och Prix Réne Palyart (2022). samt på andraplats i Prix d'Essai (2021), Prix Louis Le Bourg (2022), Prix Camille de Wazières (2022) och på tredjeplats i Prix Henri Ballière (2022) och Prix Lavater (2022).
Han är halvbror till Just A Gigolo genom stoet Blue Valentine.

## Statistik
| Statistik för Ici C'est Paris (Ref.) | Statistik för Ici C'est Paris (Ref.) | Statistik för Ici C'est Paris (Ref.) | Statistik för Ici C'est Paris (Ref.) | Statistik för Ici C'est Paris (Ref.) | Statistik för Ici C'est Paris (Ref.) |
| ------------------------------------ | ------------------------------------ | ------------------------------------ | ------------------------------------ | ------------------------------------ | ------------------------------------ |
| Starter                              | Placeringar                          | Startprissumma                       | Segerprocent                         | Platsprocent                         | Rekord                               |
| 28                                   | 11-4-3                               | 607 360 euro                         | 39 %                                 | 64 %                                 | 1.11,1ak,                            |

### Större segrar
| År   | Lopp                      | Kusk                  | Vinstbelopp | Grupp   |
| ---- | ------------------------- | --------------------- | ----------- | ------- |
| 2021 | Prix Édouard Marcillac    | Christopher Corbineau | 27 000 EUR  | Grupp 3 |
| 2021 | Prix Félicien-Gauvreau    | Christopher Corbineau | 45 000 EUR  | Grupp 2 |
| 2021 | Saint–Léger des Trotteurs | Christopher Corbineau | 54 000 EUR  | Grupp 1 |
| 2021 | Prix Piérre Gamare        | Christopher Corbineau | 45 000 EUR  | Grupp 2 |
| 2021 | Prix de Basly             | Christopher Corbineau | 45 000 EUR  | Grupp 2 |
| 2021 | Prix Louis Tillaye        | David Thomain         | 45 000 EUR  | Grupp 2 |
| 2021 | Prix Raoul Ballière       | David Thomain         | 45 000 EUR  | Grupp 2 |
| 2022 | Prix Réne Palyart         | David Thomain         | 54 000 EUR  | Grupp 2 |